# Кристо Неговани
Кристо Хараламби, известен като Неговани (на албански: Kristo Haradhambi Negovani), е албански православен духовник, един от дейците на албанското възраждане в Македония.

## Биография
Кристо Хараламби е роден в 1875 година в търговско семейство от леринското албанско православно село Негован, тогава в Османската империя, от 1913 година - в Гърция, от което и носи прозвището си Неговани. Завършва средно образование в Атина с гръцка стипендия. Емигрира в Браила, Румъния, където работи като пристанищен работник и влиза в контакти с дейци на албанското националистическо движение. В Браила се научава да пише на албански. Неговани знае гръцки, старогръцки, латински, италиански и френски.
В 1897 година се връща в Негован и е ръкоположен за свещеник. Превръща къщата си в училище, където преподава на албански. Църковните служби също извършва на албански. Неговани е заклан на 12 февруари или 13 февруари 1905 година от четата на Йоанис Пулакас по поръка на костурския владика Герман Каравангелис, стремящ се да утвърждава елинизма срещу събуждащия се албански национализъм. Брат му свещеник Теодос Хараламби също е убит зедно с Кристо в 1905 година. В 1910 година е убит и племенникът им поп Васил Гика Стило Неговани.

## Творчество
Неговани е автор на проза, поезия, учебници, преводи и приказки.
- Istori e Dhiatës së Vjetërë, (История на Стария завет) Букурещ, 1889;
- Prishija e Hormovësë, (Разрушението на Хормова) София, 1904;
- I vogëli Dhonat Argjendi, Констанца, 1904;
- Bëmatë të shëntorëvet dërgimtarë, (Деяния на Светите Апостоли) София, 1906;
- Istorishkronjë e Plikatit, (История на Пликати) Солун, 1909.[5]